# Andrei Jewgenjewitsch Jessipenko
Andrei Jewgenjewitsch Jessipenko (russisch Андре́й Евге́ньевич Есипе́нко, wiss. Transliteration Andrej Evgen'evič Esipenko, beim Weltschachbund FIDE Andrey Esipenko; * 22. März 2002 in Nowotscherkassk) ist ein russischer Schachspieler ohne Verbandszugehörigkeit.

## Leben
Jessipenko erlernte das Schachspiel im Alter von fünf Jahren von seinem Vater; als Erstklässler begann er an Schachturnieren teilzunehmen. Schon sehr früh fiel er mit ausgezeichneten Ergebnissen bei Jugendturnieren auf: 2012 siegte er bei der Jugendeuropameisterschaft U10 in Prag mit 8,5/9; bei der Europameisterschaft U12 2013 in Budva wurde er Zweiter. Im Jahr 2014 gewann er die russische Jugendmeisterschaft U13, 2015 wurde er Vizeeuropameister U14 in Poreč (nach Wertung hinter Sergei Lobanow), ebenso Zweiter bei der Jugendweltmeisterschaft U14 im selben Jahr in Porto Carras (nach Wertung hinter Schamsiddin Wochidow). 2016 wurde er bei der Jugendweltmeisterschaft in Chanty-Mansijsk Zweiter nach Semjon Lomassow.
2017 wurde er nach Alexei Sorokin Zweiter bei der russischen Jugendmeisterschaft U20 in Loo. Im selben Jahr gewann er sowohl die Jugendeuropameisterschaft U16 in Mamaia, als auch die Jugendweltmeisterschaft U16 in Montevideo. Ende dieses Jahres nahm er an der Schnellschachweltmeisterschaft in Riad teil, wo er hervorragende 7,5 Punkte in 15 Runden erzielte und u. a. Vizeweltmeister Sergei Karjakin in einer aufsehenerregenden Kombinationspartie schlug.
2018 wurde ihm der Titel des Großmeisters verliehen. Die erforderlichen Normen holte er bei den Aeroflot Open von Moskau 2016, der Europameisterschaft in Minsk 2017 und den Open von Gmund am Tegernsee (Internationale Bayerische Meisterschaft) 2017 und Gibraltar 2018.  Im März 2019 landete er bei der Europameisterschaft in Skopje auf dem geteilten 13. Rang (mit 7,5/11) und qualifizierte sich für den Schach-Weltpokal 2019. Bei diesem eliminierte er in der ersten Runde den früheren FIDE-Weltmeister Ruslan Ponomarjow, bevor er in der zweiten Runde gegen Pjotr Swidler ausschied. In der chinesischen Mannschaftsmeisterschaft spielte Jessipenko 2019 für Beijing. Anfang 2021 sorgte er beim Turnier in Wijk aan Zee mit einem Sieg gegen Weltmeister Magnus Carlsen für Aufsehen. In der österreichischen Mannschaftsmeisterschaft spielt Jessipenko in der Saison 2021/22 für ASV Linz.
Jessipenko wird von Sergei Schipow trainiert.
Im März 2022 legte Jessipenko seine russische Verbandszugehörigkeit nieder und spielt seither unter der Flagge der FIDE.